# لويس موريسون
لويس موريسون (بالإنجليزية: Lewis Morrison)‏ هو لاعب كرة قدم بريطاني، ولد في 12 مارس 1999 في Irvine, North Ayrshire ‏ في المملكة المتحدة. لعب مع نادي سانت ميرين.

## وصلات خارجية
- لويس موريسون على موقع الاتحاد الأوربي (الإنجليزية)
- لويس موريسون على موقع قاعدة بيانات كرة القدم.إي يو (الإنجليزية)
- لويس موريسون على موقع عالم كرة القدم.نت (الإنجليزية)